# Champoux
Champoux ist eine französische Gemeinde mit 90 Einwohnern (Stand: 1. Januar 2022) im Département Doubs in der Region Bourgogne-Franche-Comté. Sie gehört zum Arrondissement Besançon und ist Mitglied im Gemeindeverband Grand Besançon Métropole.

## Geographie
Champoux liegt auf 345 m, etwa 14 Kilometer nordöstlich der Stadt Besançon (Luftlinie). Das Dorf erstreckt sich in der gewellten Landschaft zwischen den Flusstälern von Doubs und Ognon, an einem nach Süden geneigten Hang am Fuß der Grande Côte.
Die Fläche des 2,98 km² großen Gemeindegebiets umfasst einen Abschnitt in den äußersten nordwestlichen Höhenzügen des Juras. Der Hauptteil des Gebietes wird von einem Hang eingenommen, der nach Süden und Südosten zur breiten Talmulde von Marchaux abfällt. Das Gemeindeareal erstreckt sich dabei vom Hangfuß bis auf den Kamm der Grande Côte, der in geologisch-tektonischer Hinsicht eine Antiklinale bildet und gemäß der Streichrichtung des Juras in Richtung Südwest-Nordost orientiert ist. Mit 517 m wird auf dem Rücken des Bois de la Côte Chazot die höchste Erhebung von Champoux erreicht.
Nachbargemeinden von Champoux sind Venise im Norden und Nordwesten sowie Marchaux-Chaudefontaine.

## Geschichte
Erstmals urkundlich erwähnt wird Champoux bereits zu Beginn des 12. Jahrhunderts. Im Mittelalter gehörte das Dorf zur Herrschaft Châtillon-Guyotte. Zusammen mit der Franche-Comté gelangte es mit dem Frieden von Nimwegen 1678 definitiv an Frankreich.

## Bevölkerung
| Jahr                       | 1962 | 1968 | 1975 | 1982 | 1990 | 1999 | 2016 |
| Einwohner                  | 44   | 57   | 46   | 50   | 54   | 80   | 91   |
| Quellen: Cassini und INSEE |      |      |      |      |      |      |      |

Mit 90 Einwohnern (Stand 1. Januar 2022) gehört Champoux zu den kleinsten Gemeinden des Départements Doubs. Nachdem die Einwohnerzahl in der ersten Hälfte des 20. Jahrhunderts stets im Bereich zwischen 40 und 60 Personen gelegen hatte, wurde seit Mitte der 1970er Jahre ein Bevölkerungswachstum verzeichnet.

## Wirtschaft und Infrastruktur
Champoux war bis weit ins 20. Jahrhundert hinein ein vorwiegend durch die Landwirtschaft (Ackerbau, Obstbau und Viehzucht) und die Forstwirtschaft geprägtes Dorf. Daneben gibt es heute einige Betriebe des lokalen Kleingewerbes. Mittlerweile hat sich das Dorf auch zu einer Wohngemeinde gewandelt. Viele Erwerbstätige sind deshalb Wegpendler, die in der Agglomeration Besançon ihrer Arbeit nachgehen.
Die Ortschaft liegt abseits der größeren Durchgangsstraßen. Sie ist jedoch von Marchaux und von Chaudefontaine an der Departementsstraße D486, die von Besançon nach Rougemont führt, leicht erreichbar. Der nächste Anschluss an die Autobahn A36 befindet sich in einer Entfernung von ungefähr drei Kilometern.